# Ashes of the Singularity
Ashes of the Singularity est un jeu vidéo de stratégie en temps réel développé par Oxide Games et édité par Stardock Entertainment, sorti en 2016 sur Windows.

## Accueil
- GameSpot : 4/10[1]
- IGN : 7,7/10[2]
- PC Gamer : 75 %[3]